# USS Scuffle (AM-298)
USS Scuffle (AM-298) – trałowiec typu Admirable służący w United States Navy w czasie II wojny światowej. Służył na Pacyfiku.
Stępkę okrętu położono 4 maja 1943 w stoczni Winslow Marine Railway and Shipbuilding Co. w Seattle (Washington). Zwodowano go 8 sierpnia 1943, matką chrzestną była Marianne Baron. Jednostka weszła do służby 2 maja 1944, pierwszym dowódcą został Lt. Comdr. Erik A. Johnson.
Brał udział w działaniach II wojny światowej. Przekazany Meksykowi w 1962, służył jako „General Felipe Xicotencatl” (C 53). Zatonął w 1999.

## Odznaczenia
„Scuffle” otrzymał 5 battle star za służbę w czasie II wojny światowej.